# Emil Stoynev
Emil Stoynev, né le 12 décembre 1991 à Sofia, est un coureur cycliste bulgare.

## Biographie
Emil Stoynev est originaire de Sofia, la capitale de la Bulgarie. Il commence sa carrière sportive par le triathlon. Dans cette discipline, il remporte plusieurs titres de champion national. Il devient également vice-champion des Balkans en 2008 et en 2012, chez les juniors puis parmi les élites. Son meilleur résultat est une deuxième place au championnat du monde de cross triathlon espoirs en 2015,.
En parallèle du triathlon, il amorce sa reconversion dans le cyclisme, d'abord par le VTT,. En 2017 et 2018, il termine deuxième du championnat de Bulgarie de cross-country marathon. Il finit ensuite par délaisser définitivement la natation et la course à pied pour le vélo. 
Lors de la saison 2024, il est sacré champion de Bulgarie du contre-la-montre. Il s'impose par ailleurs sur le prologue du Tour de Bulgarie. Ce sont ses premières victoires acquises dans des compétitions inscrites au calendrier de l'UCI Europe Tour. 

## Palmarès en cyclisme

### Route
- 2024
  -  Champion de Bulgarie du contre-la-montre
  - Prologue du Tour de Bulgarie
  - 2e du championnat des Balkans du contre-la-montre
  - 3e du championnat de Bulgarie sur route
- 2025
  -  Champion de Bulgarie du contre-la-montre
  - 2e du championnat de Bulgarie sur route

### VTT
- 2017
  - 2e du championnat de Bulgarie de cross-country marathon
- 2018
  - 2e du championnat de Bulgarie de cross-country marathon